# Triaenostreptus kruegeri
Triaenostreptus kruegeri är en mångfotingart som beskrevs av Carl Graf Attems 1928. Triaenostreptus kruegeri ingår i släktet Triaenostreptus och familjen Spirostreptidae. Inga underarter finns listade i Catalogue of Life.